# Southoe
Southoe är en by i civil parish Southoe and Midloe, i distriktet Huntingdonshire, i grevskapet Cambridgeshire i England. Byn är belägen 9 km från Huntingdon. Southoe var en civil parish fram till 1935 när blev den en del av Southoe and Midloe. Civil parish hade 211 invånare år 1931. Byn nämndes i Domedagsboken (Domesday Book) år 1086, och kallades då Sutham.